# Cima Sella
Cima Sella – szczyt w Dolomitach Brenty, części Alp Wschodnich. Leży w północnych Włoszech w regionie Trydent-Górna Adyga. Na szczyt prowadzą dwie normalne drogi, jedna od północy i jedna od południa.
Pierwszego wejścia 9 lipca 1884 r. dokonali Albert de Falkner i Antonio Dallagiacoma.